# Frankenstein (roman)
Frankenstein is een roman van de Engelse schrijfster Mary Shelley, met als ondertitel the Modern Prometheus. Het boek werd voor het eerst anoniem gepubliceerd in 1818, maar in 1831 verscheen een door Mary Shelley sterk herziene versie. Het werk kan gerekend worden tot de traditie van de gothic novel die populair was in de tweede helft van de 18e eeuw en de eerste helft van de 19e eeuw. Opvallende kenmerken van romans in dit genre waren: geheimzinnigheid, verderf, verval, geesten, vampiers (Dracula), krankzinnigheid en dergelijke. Frankenstein van Shelley wordt ook wel gezien als het eerste voorbeeld van sciencefiction.
De naam Frankenstein wordt soms als literair personage verbonden aan het monster uit deze roman. Het monster heeft echter geen naam en Frankenstein verwijst naar de wetenschapper Victor Frankenstein, de schepper van het monster.

## Ontstaan
In 1816 - het jaar zonder zomer - brachten Mary Godwin en haar latere echtgenoot, de dichter Percy Bysshe Shelley, een bezoek aan Lord Byron in Zwitserland. Na het lezen van een bloemlezing van Duitse spookverhalen daagde Byron zijn vrienden, onder wie ook zijn arts John William Polidori, uit om ieder een eigen verhaal te schrijven. Alleen Polidori slaagde erin een afgerond verhaal te bedenken. Mary deed wel een idee op, waarmee de basis voor het boek Frankenstein werd gelegd. Byron zelf schreef een fragment gebaseerd op de vampierverhalen die hij tijdens zijn reizen door de Balkan had gehoord. Polidori gebruikte dit fragment om de roman The Vampyre te schrijven (gepubliceerd in 1819), die als inspiratie gold voor alle daaropvolgende vampierverhalen.

## Verhaal

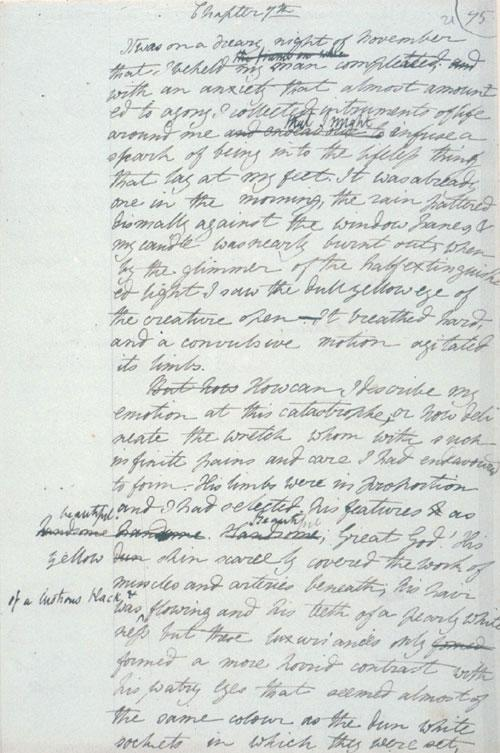
Manuscript van Frankenstein

Het verhaal begint als kapitein Walton op zijn schip ten noorden van de poolcirkel, op de Noordpool vast komt te zitten in het ijs. Samen met zijn bemanning ziet hij in de verte een figuur met een hondenslee over de ijsvlakte trekken. De dag erna, als het ijs terug gebroken is en de boot van Walton vrijkomt, wordt een tweede hondenslee opgemerkt, ronddrijvend op een ijsschots. De uitgehongerde en zieke man die deze hondenslee bestuurt blijkt Victor Frankenstein te zijn. Hij wordt aan boord gehaald en vertelt zijn levensverhaal:
Al op jonge leeftijd verlaat de intelligente en nieuwsgierige Victor Frankenstein zijn geliefde familie in Zwitserland om te gaan studeren in Duitsland. Tijdens zijn onderzoekingen ontdekt hij een manier om levenloos materiaal tot leven te brengen. Met grote geestdrift werkt hij aan zijn vinding en tracht op die manier een vriend en metgezel te scheppen. Hij gebruikt hiervoor materiaal afkomstig van diverse lijken. Hierbij streeft hij naar schoonheid. Groot is dan ook zijn ontzetting als het schepsel als monster tot leven komt. Hoewel het niet onvriendelijk is en zelfs naar hem glimlacht, ontvlucht Victor in paniek zijn laboratorium. Het monster verdwijnt.
Frankenstein werkt hard door aan zijn studie en wordt door oververmoeidheid langdurig ziek. Na zijn herstel krijgt hij een brief van thuis, waarin hem wordt verteld dat zijn jongste broer is vermoord. Meteen reist hij af naar Zwitserland. In de buurt van Genève aangekomen ziet hij het schepsel en raakt ervan overtuigd dat het zijn broer heeft gedood. Het monster vertelt hem later dat het doden van de kleine William min of meer per ongeluk is gebeurd; het wilde William doen stoppen met schreeuwen. Het vertelt ook dat het veel heeft geleerd door het bekijken en bestuderen van een familie. Zo leerde het lezen en kwam erachter dat het door Frankenstein is gemaakt, alsook waar de familie van Frankenstein woont.

Bij thuiskomst blijkt de meid Justine van de moord beschuldigd. Zij wordt veroordeeld en terechtgesteld. Om van de slag te herstellen gaat Frankenstein de bergen in en ontmoet zijn monstrueus schepsel op een gletsjer. Het monster blijkt intussen goed te kunnen spreken en beschrijft zijn opeenvolgende gevoelens van verwarring, afwijzing en haat. Het verklaart het spreken geleerd te hebben door observatie van een gezin door een gat in de muur. In het geheim beloonde het hen daarvoor met goede daden, maar toen zij het ontdekten, verjoegen ze het. Ieder die het monster ziet reageert op dezelfde manier. Nu heeft het echter nog maar een wens: het vraagt Frankenstein een vrouw voor hem te scheppen. Deze stemt hierin toe, maar halverwege het proces vernietigt Victor dit nieuwe schepsel uit angst dat het een kwaadaardig wezen zal worden dat anderen pijn doet. Het monster reageert hierop met het doden van Frankensteins beste vriend. Op de avond van Frankensteins bruiloft doodt het ook diens vrouw. Van verdriet sterft ook de vader van Frankenstein, en blijft Victor dus alleen achter. Hierop jaagt Victor zijn monster op en volgt het tot aan de ijsvlakte rond de Noordpool.
Daarmee is het verhaal een raamvertelling. Die avond sterft Victor Frankenstein aan boord van het schip ten gevolge van de geleden ontberingen. Niet veel later komt ook het monster aan boord van het schip. Het betuigt zijn grote spijt over wat het zijn schepper en andere mensen heeft aangedaan. Het zweert zelfmoord te zullen plegen en verdwijnt.

## Literaire invloeden
Mary Shelley werd sterk beïnvloed door de filosofische overtuigingen van haar ouders. Haar vader schreef Enquiry Concerning Political Justice en in The Vindication of the Rights of Women zette haar moeder haar visie over opvoeding uiteen. The Vindication handelde over de huiselijke sfeer: de obsessie van mannen om te wedijveren en naam te maken (zoals de jonge Frankenstein) en het belang van een humane zorgzame opvoeding die bij het individu past. "Een groot deel van de ellende die in afschuwelijke gedaanten over de wereld rondwaart", schreef Wollstonecraft, "is voortgekomen uit nalatigheid van ouders". Het schepsel van Frankenstein had een heel slechte start: een moederloos kind, een egoïstische vader, en van toen af ging het alleen nog bergaf.
Ook de werken van Jean-Jacques Rousseau werden bij het schrijven betrokken. Rousseaus Émile ou De l'éducation stelt dat je slecht wordt als de maatschappij je slecht behandelt. De ellende verandert iemand in een demon: iemand moet niet zozeer lelijk zijn om aan te zien, maar kan lelijk worden vanbinnen. Frankensteins monster krijgt zijn opvoeding door het turen door de wand van een plattelandshuisje en het zien van het wel en wee van een gelukkige familie. Leren op afstand is het beste waarop het kan hopen in die omstandigheden. Wanneer het, aan zijn lot overgelaten, boeken vindt, leest het ze meteen en kan niet ophouden over z'n lectuur te spreken, maar niemand luistert helaas.
Onder de boeken bevinden zich: Die Leiden des jungen Werthers van Goethe (de romantische jongeman die zich onbegrepen voelt door de maatschappij en eindigt in zelfdoding), Plutarchus' Parallelle Levens (een stoomcursus in de oorsprong van de politiek) en bovenal John Miltons Paradise Lost (wat het schepsel aanmoedigt zich te identificeren met Adam, de eerste mens, en Satan, de gevallen engel).
Zowel Milton ('Verzocht ik u mij uit de duisternis te halen?') als het gedicht van Samuel Taylor Coleridge The Rime of the Ancient Mariner (1789), maar ook de talrijke briljante fragmenten van Shelley maken van dit boek een aangrijpende schets van de eenzaamheid in de verbanning veroorzaakt door een liefdeloze wereld.

## Andere invloeden
Mary Shelley reisde in 1815 door Europa langs de rivier de Rijn in Duitsland. Ze verbleef in Gernsheim, op 17 kilometer van Burcht Frankenstein, waar twee eeuwen eerder een alchemist experimenten uitvoerde. Daarna reisde ze naar de regio van het Zwitserse Genève, waar een groot deel van het verhaal zich afspeelt.
Een andere invloed kan gezien worden in de ontdekking door Luigi Galvani in 1780 dat kikkerpoten kunnen bewegen onder invloed van elektriciteit. (galvanisme). Hier is de relatie tussen elektriciteit en leven terug te vinden.

## Mythevorming

### Het filmmonster en zijn volgelingen

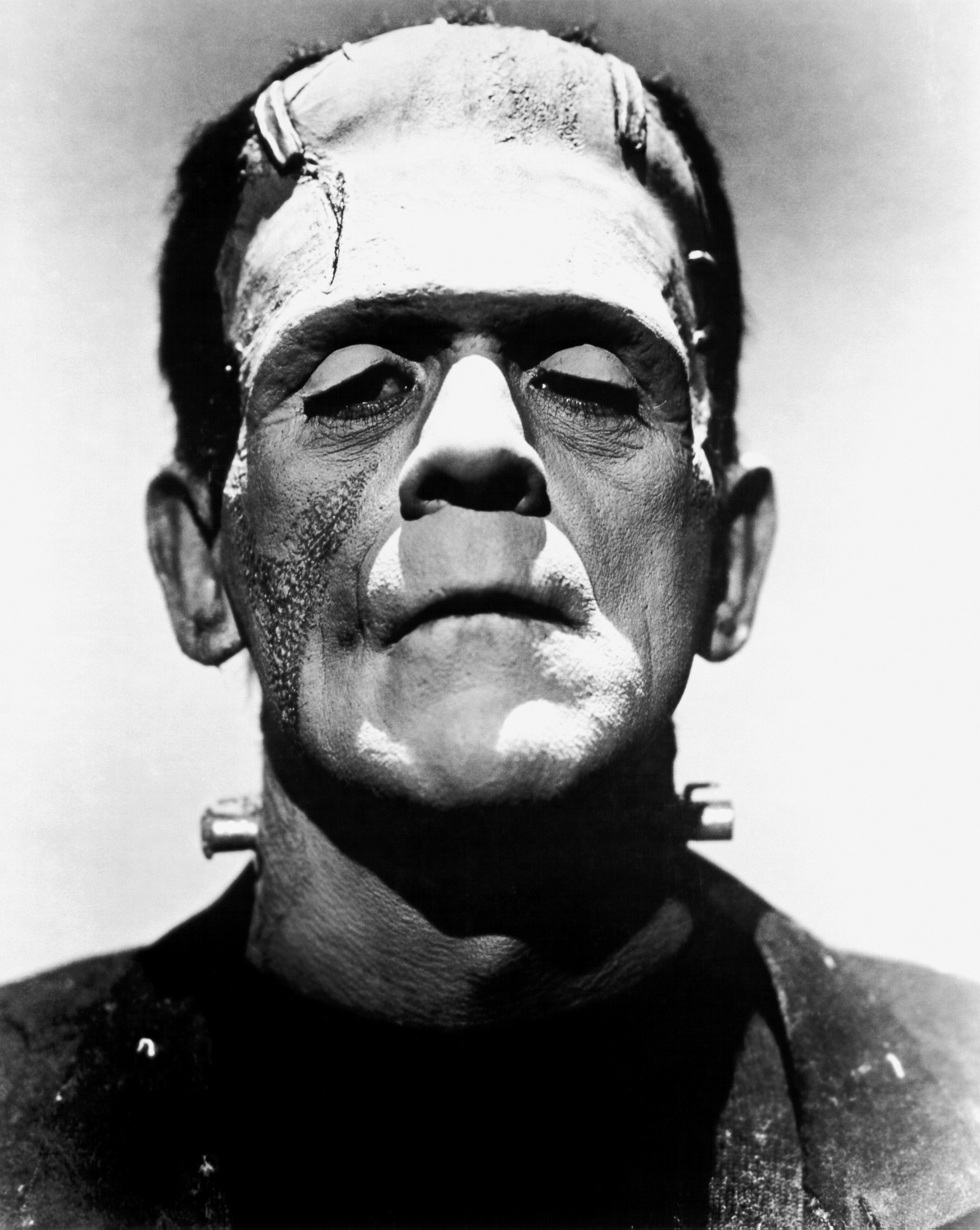
Boris Karloff als het monster

Er is een verschil tussen het beeld dat de massacultuur van Frankenstein presenteert en de roman die daarvan het uitgangspunt vormt. Shelleys Frankenstein bestaat ruim 175 jaar. De roman is ondertussen bedolven onder de toneelversies, pastiches en parodieën, verfilmingen en stripversies.
Het thema echoot door in het werk van auteurs als George Bernard Shaw. Pinokkio heeft veel gemeen met het monster. En de succesvolle komische griezelfilm The Addams Family is er ook schatplichtig aan.
De film Frankenstein uit 1931 introduceerde een groot aantal nieuwe elementen die tegenwoordig als vast onderdeel van Frankenstein worden gezien, hoewel ze niet in het boek voorkomen. Bekende voorbeelden hiervan zijn dat Frankenstein elektriciteit zou gebruiken om het monster tot leven te brengen, het uiterlijk en de persoonlijkheid van het monster zelf, en de boeren die het monster uiteindelijk opjagen met fakkels. Mel Brooks' Young Frankenstein (1974) deed hier nog met joodse humor een schepje bovenop en toont het cliché Frankenstein (het monster dus) zoals velen hem zien: het Duitse karakter, met de waanzinnige baron en professor met zijn pseudo-Duitse accent die in een voorvaderlijk gotisch kasteel huist en, geassisteerd door een gebochelde knecht, begraafplaatsen leegrooft om een monster te construeren, en het vervolgens tijdens een gigantisch onweer tot leven te wekken. Dit terwijl Frankenstein een Britse creatie is.
Kenneth Branagh probeerde in 1994 terug te keren naar het origineel en zich te keren tegen de mythe. De Duitse boeren laat hij weer opdraven, maar Victor Frankenstein is een idealistische student. De eenzaamheid en verstoting van het monster, hoe het zijn maker verwijt dat deze zich nooit heeft afgevraagd hoe het zou zijn, het leven van de nieuwe mens. Branagh laat het monster bij zijn geboorte zelf naakt oprijzen, anders dan Boris Karloff in de eerste filmversie uit 1931. Anderzijds negeert Branagh wel de historische context van de standen.

### De pastiches en parodieën
En wat als het monster nu eens overleefde? Het zou zijn eigen verhaal kunnen schrijven. Het beschikt over de nodige taal en het kan theoretisch leren schrijven. Zo kan het ook trouwen. Of als een tweehonderd jaar oude zanger in de heavy-metalgroep Monster terugkomen, waarbij fans in het monster veranderen. Enkele titels zijn:
- The Memoirs of Elisabeth Frankenstein - Theodore Roszak (1995)
- Frankenstein in Sussex - H.C Artmann (1969)
- Frankenstein Unbound - Brian Aldiss (1973)
- The Diaries of Frankenstein - Reverend Hubert Venables (1980)
- The Frankstein Papers - Fred Saberhagen (1986)
- Frankenstein of Smrntwsk alleen - Hugo Matthysen (1989)
- The Man in Black - Cristopher Fahy (1993)
- Frankensteins Bride - Hilary Bailey (1995)

## Films
Het boek is diverse keren verfilmd. Beroemd is de vertolking van het monster door Boris Karloff. De eerste film werd gemaakt in 1910. De klassieker met Boris Karloff werd gemaakt in 1931 onder regie van James Whale. Hij maakte ook het vervolg: Bride of Frankenstein.
Er zijn ook parodieën op deze films gemaakt, zoals de komedie Young Frankenstein van regisseur Mel Brooks uit 1974, met o.a. Gene Wilder en Marty Feldman. In 1994 heeft Kenneth Branagh zijn versie gemaakt (Mary Shelley's Frankenstein).

#### Lijst van films
- Frankenstein (1910)
- Frankenstein (1931)
- Bride of Frankenstein (1935)
- Son of Frankenstein (1939)
- The Ghost of Frankenstein (1942)
- Frankenstein Meets the Wolf Man (1943)
- House of Frankenstein (1944)
- Abbott and Costello Meet Frankenstein (1948)
- The Curse of Frankenstein (1957)
- I Was a Teenage Frankenstein (1957)
- Frankenstein - 1970 (1958)
- Frankenstein's Daughter (1958)
- The Revenge of Frankenstein (1958)
- Orlak, the Hell of Frankenstein (1960)
- Frankestein el Vampiro y Compañía (1962)
- The Evil of Frankenstein (1964)
- Jesse James Meets Frankenstein's Daughter (1966)
- Frankenstein Created Woman (1967)
- Frankenstein Must Be Destroyed (1969)
- The Horror of Frankenstein (1970)
- Dracula vs. Frankenstein (1971)
- Lady Frankenstein (1971)
- Drácula contra Frankenstein (1972)
- Frankenstein 80 (1972)
- The Rites of Frankenstein (1972)
- Santo vs. Frankenstein's Daughter (1972)
- Blackenstein (1973)
- Flesh for Frankenstein (1973)
- Frankenstein (1973)
- Frankenstein: The True Story (1973)
- Young Frankenstein (1974)
- Frankenstein and the Monster from Hell (1974)
- Dr. Frankenstein's Castle of Freaks (1974)
- Frankenstein all'Italiana (1975)
- Victor Frankenstein (1977)
- Frankenstein Island (1981)
- The Bizarre Legend of Horror! Frankenstein (1981); animatiefilm
- Frankenstein (1984)
- Frankenstein 90 (1984)
- Frankenstein's Great Aunt Tillie (1984)
- Frankenstein General Hospital (1988)
- Frankenstein Unbound (1990)
- Frankenstein 2000 (1991)
- Frankenstein: The College Years (1991)
- Last Frankenstein (1991)
- Frankenstein (1992)
- Mary Shelley's Frankenstein (1994)
- Frankenstein and Me (1996)
- Billy Frankenstein (1998)
- Frankenstein Reborn! (1998)
- Lust for Frankenstein (1998)
- Alvin and the Chipmunks Meet Frankenstein (1999); animatiefilm
- Frankenstein (2004); miniserie
- Frankenstein (2004)
- Frankenstein & the Werewolf Reborn! (2005)
- Frankenstein Reborn (2005)
- Frankenstein vs. the Creature from Blood Cove (2005)
- Frankenstein's Bloody Nightmare (2006)
- Frankenstein (2007)
- Vampire Girl vs. Frankenstein Girl (2009)
- Frankenstein Rising (2010)
- Frankenstein: Day of the Beast (2011)
- Frankenweenie (2012); animatiefilm
- Army of Frankensteins (2013)
- Dr. Frankenstein's Wax Museum of the Hungry Dead (2013)
- The Frankenstein Theory (2013)
- Frankenstein's Army (2013)
- I, Frankenstein (2014)
- Frankenstein (2015)
- Frankenstein vs. The Mummy (2015)
- Victor Frankenstein (2015)
- A Dinner with Frankenstein AI (2018); documentaire

## Nederlandse vertalingen
Het boek is pas in 1968 voor het eerst in het Nederlands verschenen:
- Het monster van Frankenstein, vert. Else Hoog, 1968 (herdrukt als Frankenstein: of, De moderne Prometheus, 1980)
- Frankenstein, vert. Max Schuchart, 1982